# ラケス (対話篇)
『ラケス』（ラケース、希: Λάχης、英: Laches）は、プラトンの初期対話篇の1つ、またその中の登場人物。副題は「勇気について」。

## 構成

### 登場人物
- ソクラテス - 45歳頃。
- ラケス (ラケース) - アテナイの軍人、ソクラテスと共にデリオンの戦いに従軍。50歳前後。
- ニキアス （ニーキアス） - 当時のアテナイの代表的将軍、政治家の1人。ペロポネソス戦争中のニキアスの和約の立役者。50歳前後。
- リュシマコス[2] - アテナイの大政治家・将軍であったアリステイデスの子。
- メレシアス[2] - アテナイの貴族派（寡頭派）の政治家だったトゥキュディデス[3]の息子。
- リュシマコスの息子 （アリステイデス） - 祖父の名を継ぐ青年。
- メレシアスの息子 （トゥキュディデス） - 祖父の名を継ぐ青年。

### 時代・場面設定
ペロポネソス戦争中のデリオンの戦い（紀元前424年）から間も無い時期の、アテナイのとある体育場（ギュムナシオン）。
老年のリュシマコスとメレシアスは、青年となった息子達の教育のため、彼らと、助言役のラケス、ニキアスを引き連れてここを訪れ、重装歩兵の教師の模範演技を見学していた。それを見終わった後、リュシマコスが事の経緯をラケス、ニキアスに打ち明けるところから、話は始まる。
たまたまそこに居合わせたソクラテスを巻き込みながら、彼らの教育問答は進行していく。

### 特徴
本篇は、初期対話篇に頻出する、論題に結論が出ず行き詰まったまま問答が終わる、いわゆる「アポリア的対話篇」の1つ。

## 内容
息子たちの教育に悩むリュシマコスとメレシアスに相談され、若者の教育、そして「勇気」について、当時のアテナイを代表する将軍二人、好戦的なラケスと、理知的・穏健的なニキアスが、ソクラテスと問答を交わす。
結局、「勇気」を突き止めることに失敗した三人だが、ソクラテスがリュシマコスとメレシアスの息子たちの教育の手助けをすることで合意して話は終わる。
原典には章の区分は無いが、慣用的には31の章に分けられている。以下、それを元に、各章の概要を記す。

### 導入
- 1. とある体育場（ギュムナシオン）で重装歩兵教師の模範演技を見終わった後、リュシマコスは、ニキアスとラケスに対して、自分とメレシアスは、息子たちをどう育てれば立派な人間になるか悩んでいるので助言が欲しいと切り出す。
- 2. リュシマコスは、自分とメレシアスは、父親は立派で若者たちにそのことを多く語ることはできるが、自分達自身については何も語れないほど自分達は名も無い存在であり、息子たちにはそうなって欲しくないので、何を学ばせたらいいか思案中であると述べる。
- 3. ニキアスとラケスは相談に応じることを快諾する。そして、そこに居合わせたソクラテスもそれに加わることになった。リュシマコスはそこで初めて同じアロペケ区出身の友人ソクラテスが、青年達の教育に熱心な人物であることを知らされる。ニキアスは、最近自分の息子の音楽教師として、アガトクレスの弟子ダモンをソクラテスに紹介してもらったことを話す。
- 4. リュシマコスは、ソクラテスに対して、自分はソクラテスの父親ソプロニスコスとも親友であったし、助言できるのなら是非お願いしたいと述べる。また、息子たちが家でしょっちゅうソクラテスの名を出して褒め称えていたが、それがソプロニスコスの息子であると知らなかったと述べる。ラケスは、ソクラテスはつい先ごろ共に従軍したデリオンの戦いでも勇敢だったと述べる。リュシマコスは、ソクラテスに対する称賛を述べつつ、改めて教育問答を始める。まず、今しがた見たような重装歩兵術を学ぶことは、青年達の有益か否か問う。

### 「重装歩兵術」の利益
- 5. ソクラテスは、自分は他の二人（ニキアスとラケス）よりも年が若く、この問題に不慣れなので、先に二人に話してもらい、それと違う考えがあったら付け加えると述べる。促されてニキアスが話を始める。ニキアスは、青年が重装歩兵術を学ぶことは、様々な面で有益であると述べる。他の遊びにかまけることもなくなるし、身体は強くなるし、馬術と並び自由市民が戦士として勝負する際の訓練にもなる、また、重装歩兵術を学ぶと、次に陣形について学び、次に将軍の戦術についても学びたくなるといった具合に、他の立派なことも学びたくなる。更に、重装歩兵術を身につけることは、戦場においてより大胆で勇敢になれる。したがって、是非学ばせるべきだと。
- 6. ラケスは、重装歩兵術が喧伝されているように学ぶに値する術であるならば学んだ方がいいが、実際はそうであるか怪しいと指摘する。その理由として、彼ら重装歩兵の教師たちは、戦争ごとに関しては最も熱心な中心地とも言えるラケダイモン（スパルタ）を避け、他の国を転々としていると述べる。
- 7. 更にラケスは、彼ら重装歩兵教師と少なからず戦場を共にしたが、いまだかつて彼らの中で戦場で名を馳せた者は一人もいないと指摘する。また、今しがた目の前で模範演技を行ったステシレオスという教師も、ここでは威張ってはいるが、戦場で失態を演じた姿を目撃していると述べる。
- 8. ラケスは、したがって重装歩兵術は学ぶ価値が無いと述べる。ニキアスとラケスの意見は割れ、リュシマコスは、ソクラテスに二人の意見のどちらに賛成票を入れるか問う。

### 「魂の世話に関する技術」
- 9. ソクラテスは、正しい判断は多数決ではなく、知識に依らなければならないと指摘。メレシアスも同意。ソクラテスは、この場合、我々の内で誰が最も体育に精通しているか調べなければならないが、その前に、その事柄が一体何であって、なぜ我々がその教師を探しているのかを考えなければならないと指摘する。メレシアスはどういうことか問う。
- 10. ソクラテスは、我々はそもそも一体何の問題について審議しているのかについて同意していなかったと指摘。「重装歩兵術について」ではなかったのかと問うニキアスに対し、ソクラテスはその本来の目的、ここで言えば「若者たちの魂のための学びごと（技術）」について我々は調べているのであって、その「魂の世話に関する技術」に、我々の内、誰が精通しているのか調べる必要があると述べる。ラケスも同意する。
- 11. ソクラテスは、「魂の世話に関する技術」に関して、自分にはいまだかつて先生はいなかったし、また、自分でその術を見つけ出すことも、今なおできずにいると述べる。更に、ラケスとニキアスの二人は、こうして若者の従事すべき事柄に意見を述べている以上は、そのことについての力を持っているのだろうから、リュシマコスは彼らに、そのことについての先生は誰だったのか、あるいは、自分で見つけ出したというなら、その実績を述べてもらうよう問うことを催促する。

### 「ソクラテス式問答」
- 12. リュシマコスは、ラケスとニキアスに対し、今ソクラテスが言ったことに答えるかどうかは、二人に任せると述べる。ニキアスは、リュシマコスがソクラテスの性格をよく知らないと指摘する。
- 13. ニキアスは、ソクラテスと話をすると、その言葉に引っ張り回され、現在の自分の生き方、これまでの人生も言わされるはめになり、その言葉をソクラテスがきちんと吟味し終わるまで放してくれないと述べる。また、自分はソクラテスと馴染みなので、こうなることは分かっていたし、それを楽しんでもいるので、ソクラテスが要望するように話しても構わないが、ラケスはどうなのか聞いてほしいと言う。
- 14. ラケスは、自分は「ドリア調」の音楽のごとき優れた人間達の調和した話を聞くのが好きであり、ソクラテスの話は聞いたことが無いが、戦場で見た彼の姿は立派だったので、彼の話にも付き合うと述べる。

### 「徳の一部分」としての「勇気」
- 15. リュシマコスはソクラテスに話を進行してもらうよう頼む。ソクラテスは、先程は各自が教わった先生は誰か、他者を善くした実績はどうだったか述べることを提案したが、それよりも、ちょうど「視力が目に生じることで、目をより善いものにする」場合の「視力」のごとく、「それがあることで、そのものをより善きものにする」ものについての、より根本的な話をしたいと言い出す。
- 16. ソクラテスは、この場合、「徳が彼らの息子たちの魂に生じて、魂をより善くする」ことについて相談されているのだから、「徳とは一体何であるか」をまず我々は知っている必要があると述べる。ラケスも同意する。ソクラテスは、そこでまずは「徳」全体を調べるという大仕事をするのではなく、「徳」の一部分、この場合、重装歩兵術が関係している「勇気」について調べていこうと提案する。

### 「勇気」についての問答

#### 「戦列に踏みとどまって敵を防ぎ、逃げようとしないこと」
- 17. ラケスは、「戦列に踏みとどまって敵を防ぎ、逃げようとしないこと」が「勇気」だと述べる。ソクラテスは、スキュティア人の騎馬兵は逃げながら戦うこともあるし、ホメロスは『イーリアス』でアイネイアスの戦車を引く馬が逃げる様を称えていることを指摘。ラケスは、ホメロスは戦車の場合について述べており、スキュティア人は騎馬兵なのだから、ここで自分が話している重装歩兵の場合とは違うと述べる。ソクラテスは、ラケダイモン（スパルタ）の重装歩兵がペルシアにプラタイアイの戦いで勝利した際には、一旦逃走したことを指摘。ラケスも認める。
- 18. ソクラテスは、自分の質問が悪かったと述べる。自分が聞きたかったのは、そうした個別具体的な話ではなく、あらゆる種類の戦い、更には、あらゆる営みに共通して当てはまる「勇気・勇敢」であると。ラケスはよく理解できない。
- 19. ソクラテスは、例えば「迅速」であれば、走る場合も、キタラを弾く場合も、しゃべる場合も、理解する場合も、その他様々な行為の中にもそれは潜在しているし、我々はそれを「短い時間に多くのことを仕上げる能力」と表現することができると述べる。ラケスも同意する。ソクラテスは、「勇気」についてもこのように述べてほしいと言う。

#### 「(思慮ある)忍耐強さ」
それを受けてラケスは、「勇気」とは、魂の一種の「忍耐強さ」であると述べる。ソクラテスは、「全ての忍耐心」が「勇気」であるとはラケスも考えていないだろうと指摘する。「勇気」を美しいものだとラケスは考えているだろうし、「思慮ある忍耐心」は美しいが、「無思慮な忍耐心」は美しくないので、ラケスは「思慮ある忍耐心」こそが「勇気」であると主張しているのだろうと指摘する。ラケスも同意する。
- 20. ソクラテスは、それでは「何について」思慮がある忍耐心が、「勇気」であるかを考察する。利益を得ようと辛抱強く思慮深く出資している者、飲み食いする物を求める肺炎の患者に対して拒否し続ける医者などは、「勇気」があるとは言わない。それでは、戦場において、有利な情勢を知りつつ辛抱強く戦おうとしている者と、反対陣営で不利な情勢にもかかわらず辛抱している者の場合はどうか、ソクラテスが問う。ラケスは、後者の方が「勇気」を持っているように思うと述べる。ソクラテスは、しかし、後者の方はより「無思慮」であると指摘する。ラケスも同意する。その他、いくつかの例を出しながら、ソクラテスは、自分達が「無思慮な危険を冒す我慢強さ」を「勇気」と呼んでしまっていることを指摘、ここまでの議論が失敗したことを述べる。ラケスも同意する。

#### 「恐ろしいものと、恐ろしくないものを、見分ける知識」
- 21. ソクラテスとラケスは辛抱強く議論・探求を続けていくことを確認。ニキアスも議論に加えることにする。
- 22. ニキアスは、「恐ろしいものと、恐ろしくないものを、見分ける知識」が「勇気」であると言う。ラケスは「知識」と「勇気」は別ものだと反発する。ニキアスは、ラケスが自分の議論が失敗したものだから私の議論も失敗させようとしていると対抗する。
- 23. ラケスは、実際ニキアスは無意味なことを言っていると述べる。病気のことで恐ろしいものを知っている医者や、農業のことで恐ろしいものを知っている農夫、その他様々な技術分野で恐ろしいものを知っている人々を、「勇者」とは呼ばないと指摘する。ニキアスは、それぞれの技術者は、その技術の対象を見分けることができるだけであって、「恐ろしいものと恐ろしくないものを見分ける」ことができるわけではないと述べる。ラケスは、ニキアスは「占い師」を「勇者」とでも呼ぶつもりかと反発する。
- 24. ニキアスは、「占い師」もまた予言ができるだけであって、「恐ろしいものと恐ろしくないものを見分ける」ことはできないと指摘する。ラケスは、ニキアスは自分が言う「勇者」を明示もせず、言い逃れをしているだけだと反発。ソクラテスと交代する。
- 25. ソクラテスが真意を問うと、ニキアスは、自分は「無知であるがゆえに恐ろしいものを恐れない者」を「勇者」とは呼ばず「恐れ知らずの愚か者」と呼ぶのであり、「恐れを知らないこと」と「勇気があること」は異なる、そして、「向こう見ず」「恐れ知らず」は多くの人が持っているが、「勇気」や「先慮」はごく一部の人しか持っていないという考えを述べる。
- 26. ソクラテスは、ニキアスのこうした考えは、ソフィストであるプロディコスにも教えを受けたダモン（上記3参照）から得たものだろうと推察しつつ、話を続ける。

##### 「未来の善・悪を見分ける知識」
- 27. ソクラテスは、ニキアスの言う「恐ろしいもの」とは「未来に予期される悪いもの」で、「恐ろしくないもの」とは「未来に予期される悪くないもの・善きもの」ということでいいか問う。ニキアスも同意する。ソクラテスは、それらを知っていることが「勇気」ということでいいか問う。ニキアスも同意する。
- 28. ソクラテスは、「知識・技術」は、対象が過去のものであれ、現在のものであれ、未来のものであれ、1つの統一されたものとしてあると指摘。対象の時に関係無く、医術が、農作術が、将軍術が、法律が、そうであるように。ニキアスも同意する。ソクラテスは、それではニキアスの「恐ろしいもの（未来の悪）と恐ろしくないもの（未来の非悪・善）を見分ける知識」が「勇気」であるという定義は、対象を未来に限定している以上、狭過ぎると指摘。ニキアスも同意する。

##### 「善・悪を見分ける知識」
- 29. ソクラテスは、それではニキアスは「勇気」の3分の1（未来についてのみ）述べたに過ぎず、また、先の議論に従えば、過去・現在・未来も含む「善・悪を見分ける知識」が「勇気」ということになると指摘。ニキアスも同意する。ソクラテスは、そうなると、それはもはや「徳そのもの」とも言えるものであり、「勇気」を「徳の一部分」とした先の合意（上記16）と矛盾することになり、今回の「勇気」の探求も失敗したことになると指摘。ニキアスも認める。ラケスは、ニキアスを皮肉交じりに嘲笑する。

### 終幕
- 30. ニキアスは、ラケスの態度を批判し、自分は後ほどダモン（上記3、26参照）等と議論の内容を検討して正したいし、それが確かなものになったらラケスにも教えてあげようとやり返す。ラケスは、リュシマコスとメレシアスは、青年達の今日に関して、自分達よりもソクラテスに任せることを提案する。ニキアスも賛成する。リュシマコスも賛成してソクラテスに頼む。
- 31. ソクラテスは、人が優れた人間になろうとしているのを助けないわけにはいかないと要請を受け入れる。ただし、先の議論の行き詰まりから、自分達は誰が優れているわけでもなく皆同じだということを指摘しつつ、息子たちだけではなく、自分達も現状に満足せず、皆で優れた先生を探して学ぼうと提案する。リュシマコスも賛成し、自分も息子たちと一緒に学ぶと述べる。また、この話の続きをするために、ソクラテスには、明日の朝早く自分の家に来てほしいと要請する。ソクラテスは同意する、「それが神の思し召しであるならば」。

## 論点

### 勇気
本篇では、「勇気」という概念の明確化を巡って、好戦的な将軍ラケスと穏健派ニキアスを相手に、ソクラテスによる執拗な追及・問答が繰り広げられる。
作中、「勇気」の定義として、
- 「戦列に踏みとどまって敵を防ぎ、逃げようとしないこと」 （← ソクラテス「個別具体的過ぎる」）
- 「忍耐強さ」 （← ソクラテス「「全ての忍耐心」が「勇気」であるわけではない」）
  - 「思慮ある忍耐心」 （← ソクラテス「実際は「無思慮な危険を冒す我慢強さ」」）
- 「恐ろしいものと、恐ろしくないものを見分ける知識」 （← ラケス「各対象個別の知識・技術が無ければ見分けられるわけがない」）
  - 「「未来に予期される悪いもの」と、「未来に予期される悪くないもの・善きもの」を知っていること」 （← ソクラテス「知識・技術の対象は、過去・現在・未来など時間的に限定されない」）
  - 「善・悪を見分ける知識」（← ソクラテス「それはもう「徳そのもの」と言えるようなものであり、「徳の一部分」としての「勇気」の範疇を超えてしまっている」）

等が提示されるが、ソクラテスの執拗な追及によって、ことごとく提示された諸定義の欠陥が顕にされ、堂々巡り・行き詰まり（アポリア）に陥ってしまう。

対となる概念である「節制（思慮の健全さ）」と共に、伝統的に主要な徳目（枢要徳）の1つとして扱われてきた「勇気」だが、プラトンはこの概念を、「善・悪を見分ける知識」と一緒になって初めて機能する概念であることを、ソクラテスの問答を通して論証している。こうした、徳目をめぐる議論・問答によって、究極的に重要なのは「善・悪を見分ける知識」であると明らかにされる、という構成は、初期のアポリア的対話篇に共通する特徴である。
この「勇気」は、初期対話篇『プロタゴラス』においても、主たる論題として扱われ、類似の議論が展開されている。
(なお、この「勇気」は、中期対話篇『国家』においては、魂の「気概」的部分や「名誉支配制」、すなわち「軍人気質」と専ら関連したものとして、他の枢要徳よりやや低い扱いを受けるが、後期 (最後) の対話篇である『法律』の第1巻 (第5章-第6章) においては、より露骨に枢要徳の中の「最下位」として言及されており、プラトンの思想においては、(軍事と同様に、決して軽視されているわけではないものの) 比較的重視されていないことが分かる。)
ちなみに、この「勇気」と同様に、プラトンが「善・悪を見分ける知識」と一緒になって初めて機能する、積極的・能動的な概念として挙げているものとしては、他には「快楽」があり、『ヒッピアス (大)』『プロタゴラス』『ゴルギアス』といった初期対話篇や、後期対話篇『ピレボス』などで言及されている。

### 徳（アレテー）
本篇では、「勇気」を「徳」（アレテー）の一部と規定して議論を始めるが、それを探求する過程で、「善・悪を見分ける知識」としての「徳」（アレテー）そのものにまで遡及してしまうことになった。
これと似た、概念の、その根源への拡張・遡及の構図は、同時期の作品としては、（善（友）を追求した結果、「第一の根源的な善（友）」まで遡及してしまった）『リュシス』の議論などにも見られる。

## 日本語訳
- 『プラトン全集〈7〉 テアゲス カルミデス ラケス リュシス』 生島幹三、北嶋美雪、山野耕治 訳　岩波書店 1975年、復刊2005年 ISBN 4000904175
- 『ラケス』三嶋輝夫 訳 講談社学術文庫 1997年 ISBN 4061592769